# Савич Олександр Антонович
Савич Олександр Антонович (1 березня 1890 с. Стара Переволока—21 жовтня 1957, Москва) — історик, професор (1926), доктор історичних наук (1935).

## Біографія
Народився в с. Переволока Гродненської губ. (нині Слонімського району Гродненської обл., Білорусь) у сім'ї вчителя. 1917 закінчив історико-філологічний факультет Московського університету. 1917—20 працював у Саратовському університеті над магістерською дис. на тему: «Западнорусские школы в XVI—XVIII вв.» З 1921 по 1924 — доцент кафедри російської історії Мінського університету. 1924—30 — доцент, професор Пермського університету, 1931—32 — професор, зав. кафедри історії народів СРСР Пермського індустріально-педагогічного інституту. 1932 був звинувачений у недотриманні «марксистсько-ленінської методології» у своїх лекційних курсах. Переведений на роботу в Ярославський педагогічний університет. Один із засновників Пермського етнографічного товариства, започаткував дослідження із краєзнавства Уралу. Працював в Історичному музеї в Москві, Інституті історії АН СРСР, Московському державному заочному педагогічному інституті.
Досліджував культурне та релігійне життя в Україні та Білорусі 16—18 ст., історію російсько-польських відносин поч. 17 ст., походи Лжедмитрія I, соціальні рухи 17 ст., проблеми джерелознавства та краєзнавства. Брав участь у дискусії з відомим ученим М.Покровським, спростовував із «класових позицій» деякі положення вченого щодо питань російсько-польських відносин поч. 17 ст. Зокрема, твердження М.Покровського, що Лжедмитрій I був знаряддям інтриг проти російського царя Бориса Годунова з боку Романових, а похід польського війська на Москву — наслідок інтриги оточення російського царя Василія Шуйського та оборонного і наступального союзу Москви і шведського короля Карла IX, з яким Польща перебувала у стані війни. Вважав, що польський король Сигізмунд III Ваза та його близьке оточення в ході цих операцій прагнули зміцнити позиції Речі Посполитої, приєднати Чернігово-Сіверські землі, підкреслював активну участь народних мас у подіях, пов'язаних із міжцарюванням у Росії.
Листувався з відомим ученим К.Харламповичем, який рецензував його праці, присвячені історії шкільної освіти в Білорусі та Україні 16—18 ст., вказував на дещо спрощене трактування вченим причин укладання Берестейської церковної унії 1596 лише як прагнення православних ієрархів здобути місця в польському сенаті. У листі до М.Грушевського (1 грудня 1927) К.Харлампович рекомендував видати працю С. «Нариси з історії культурних рухів на Вкраїні та Білорусі в XVI—XVIII ст.» й повідомляв, що автор цінує зауваження М.Грушевського і виконає їх. Праця була видана в Києві 1929. С. мав намір продовжити співпрацю з ВУАН, досліджувати історію польсько-московських взаємин, українських і білоруських монастирів періоду Берестейської унії. У грудні 1929 звернувся з проханням до ВУАН дозволити попрацювати в Києві 3—4 місяці під керівництвом М.Грушевського. Науково-дослідна кафедра історії України при ВУАН ухвалила рішення запросити С. 1941 в Києві була видана ще одна праця С. — «Розгром польської інтервенції на початку XVII ст. в Росії». 1940 разом з О.Оглоблиним і В.Пічетою виступав офіційним опонентом докторської дисертації Н.Полонської-Василенко, яку вона захищала за сукупністю праць у Інституті історії АН СРСР.
Помер у м. Москва.